# Adhemarius
Adhemarius is een geslacht van vlinders uit de onderfamilie Smerinthinae van de familie pijlstaarten (Sphingidae).

## Soorten
- Adhemarius blanchardorum Hodges, 1985
- Adhemarius daphne (Boisduval, 1870)
- Adhemarius dariensis (Rothschild & Jordan, 1903)
- Adhemarius dentoni (Clark, 1916)
- Adhemarius donysa (Druce, 1889)
- Adhemarius eurysthenes (R. Felder, 1874)
- Adhemarius fulvescens (Closs, 1915)
- Adhemarius gagarini (Zikan, 1935)
- Adhemarius gannascus (Stoll, 1790)
- Adhemarius germanus (Zikan, 1934)
- Adhemarius globifer (Dyar, 1912)
- Adhemarius palmeri (Boisduval, 1875)
- Adhemarius sexoculata (Grote, 1865)
- Adhemarius tigrina (Felder, 1874)
- Adhemarius ypsilon (Rothschild & Jordan, 1903)